# Discovery Family
A Discovery Family egy amerikai fizetős televíziós csatorna, amely a Discovery, Inc. és a Hasbro tulajdonában van.
A hálózatot először 1996. október 7-én indították el a Discovery Kids Channel néven, a Discovery Channel spin-offjaként, amely a 6-11 éves gyermekek felé irányuló tudomány, természet és kaland témájú programokat tartalmazott. 2009 áprilisában a Hasbro egy közös vállalkozást jelentett be a Discovery, Inc.-vel, hogy 2010. október 10-én újraindítsa a Discovery Kids csatornát The Hub néven (később Hub Network lett). A Hasbro kezeli a programozást, miközben a Discovery kezeli a forgalmazási és reklámeladásokat. A The Hub célja az volt, hogy általános, ifjúság-orientált hálózat legyen, "sokszínű" felépítéssel, elsősorban a Hasbro franchise-ból adaptált programokkal (pl. Transformers, My Little Pony, Pound Puppies és Littlest Pet Shop), valamint más család-orientált sorozatokkal és filmekkel.

## Története

### Discovery Kids Channel / Discovery Kids (1996-2010)
A csatorna 1996. október 7-é indult, és nagy hangsúlyt fektetett a gyermekek oktatására, ezáltal kalandos gyermekfilmeket kínált nézőinek, valamint a világ minden tájáról filmeket sugárzott a vadon élő állatokról, és természetes élőhelyükről. A csatorna 2010. október 10-én megszűnt, helyébe a The Hub, későbbi nevén a Hub Network nevű csatorna lépett.
2002-ben a csatorna elindította az első valóság show műsorát Endurance néven, mely hasonlított a korábbi Survivor túlélő kalandtúrához, melyben csapatok versenyeztek, olyan egzotikus helyeken mint Hawaii, és Tehachapi. Az utolsó rész 2008. március 8-án került adásba. 2010. október 10-én a csatorna utolsó programjaként a Kenny a cápa című filmet vetítették le, mielőtt a The Hub nevű csatorna váltotta volna a Discovery Kids-et. A film még a The Hub csatornán is futott 2012. március 25-ig. A Discovery Kids csatornán az angol nyelven kívül 2006 óta a spanyol hangsáv is elérhető volt.

### The Hub / Hub Network (2010-2014)
2009. április 30-án a Hasbro játékgyártó és a multimédiás cég bejelentette, hogy egy közös vállalkozást hoz létre a Discovery Communications-szel a Discovery Kids család-orientált televíziós csatorna újraindításához. A megállapodás szerint a Discovery feladata az új csatorna reklámeladásának és forgalmazásának kezelése, míg Hasbro részt vesz a programozás megszerzésében és előállításában. Míg a hálózat tervezett oktatási sorozat fenntartását tervezte (beleértve a Discovery Kids-tól átvitteket is), új eredeti programokat indítottak a Hasbro tulajdonában álló franchise-okat alapul véve, mint például a G.I. Joe, My Little Pony, és Transformers.

### Discovery Family (2014-től)
2014. október 13-án a Hub Network-t újramárkázták a Discovery Family néven, amelyhez Hasbro továbbra is kisebbségi partner, és programozza a hálózat napközbeni felépítését a Hub Network-ről átvitt gyermekprogramokkal, valamint a Discovery Channel könyvtárából származó nemfikciós programokkal, beleértve a tudományos és természeti programokat is.

## Műsorok

### Animációs műsorok
- G.I. Joe: Renegátok
- The Transformers (G1)
- Transformers: Animated
- Transformers: Prime
- Transformers Mentő Botok
- Transformers: Mentő Bot Akadémia
- Én kicsi pónim: Varázslatos barátság
- Én kicsi pónim: A legeslegjobb ajándék
- Én kicsi pónim: Szivárvány fesztivál
- My Little Pony: Pónivilág
- My Little Pony: Equestria Girls
- My Little Pony: Equestria Girls – Szivárványvarázs
- My Little Pony: Equestria Girls – Barátságpróba
- My Little Pony: Equestria Girls – Az örök szabadság legendája
- My Little Pony: Equestria Girls – Táncvarázslat
- My Little Pony: Equestria Girls – Filmvarázs
- My Little Pony: Equestria Girls – Tükörvarázs
- Én kicsi pónim: Equestria lányok – Elfeledett barátság
- Én kicsi pónim: Equestria lányok – A barátság hullámvasútján
- Én kicsi pónim: Equestria lányok – Tavaszi szünet
- Én kicsi pónim: Equestria lányok – A színfalak mögött
- Én kicsi pónim: Equestria lányok – Jöhetnek az ünnepek!
- Littlest Pet Shop
- Littlest Pet Shop: Gyerkőcök világa
- Pound Puppies: Kutyakölyköt minden kiskölyöknek!
- Eperke legújabb kalandjai
- Chuck, a dömper kalandjai
- Hanazuki: Full of Treasures
- Zak Storm
- Atom Betty
- Superman: A rajzfilmsorozat
- Batman: A rajzfilmsorozat
- The New Batman Adventures
- Batman Beyond
- Deltora Quest
- A varázslatos iskolabusz
- Pöttöm kalandok
- Gondos Bocsok
- Sötét zsaruk
- Sabrina, a tiniboszorkány

### Élőszereplős műsorok
- Parafalva
- Szép álmokat, gyerekek!
- Sabrina, a tiniboszorkány

## Logók

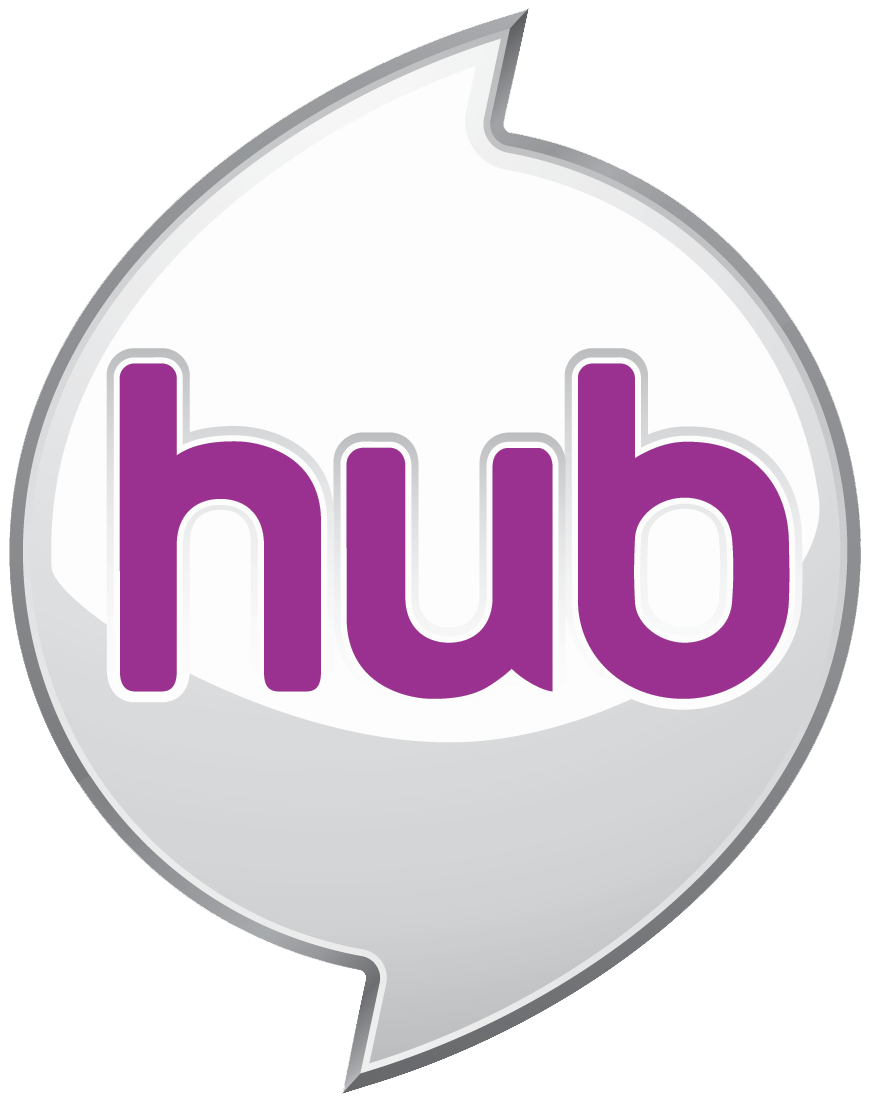
A csatorna 2010 és 2013 között használt logója
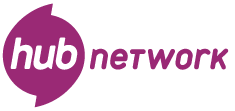
A csatorna 2014-ben használt logója
A csatorna 2014-től használt logója

## Fordítás
- Ez a szócikk részben vagy egészben  a   Discovery Family című angol Wikipédia-szócikk ezen változatának fordításán alapul.  Az eredeti cikk szerkesztőit annak laptörténete sorolja fel. Ez a jelzés csupán a megfogalmazás eredetét és a szerzői jogokat jelzi, nem szolgál a cikkben szereplő információk forrásmegjelöléseként.